# Weihinschrift

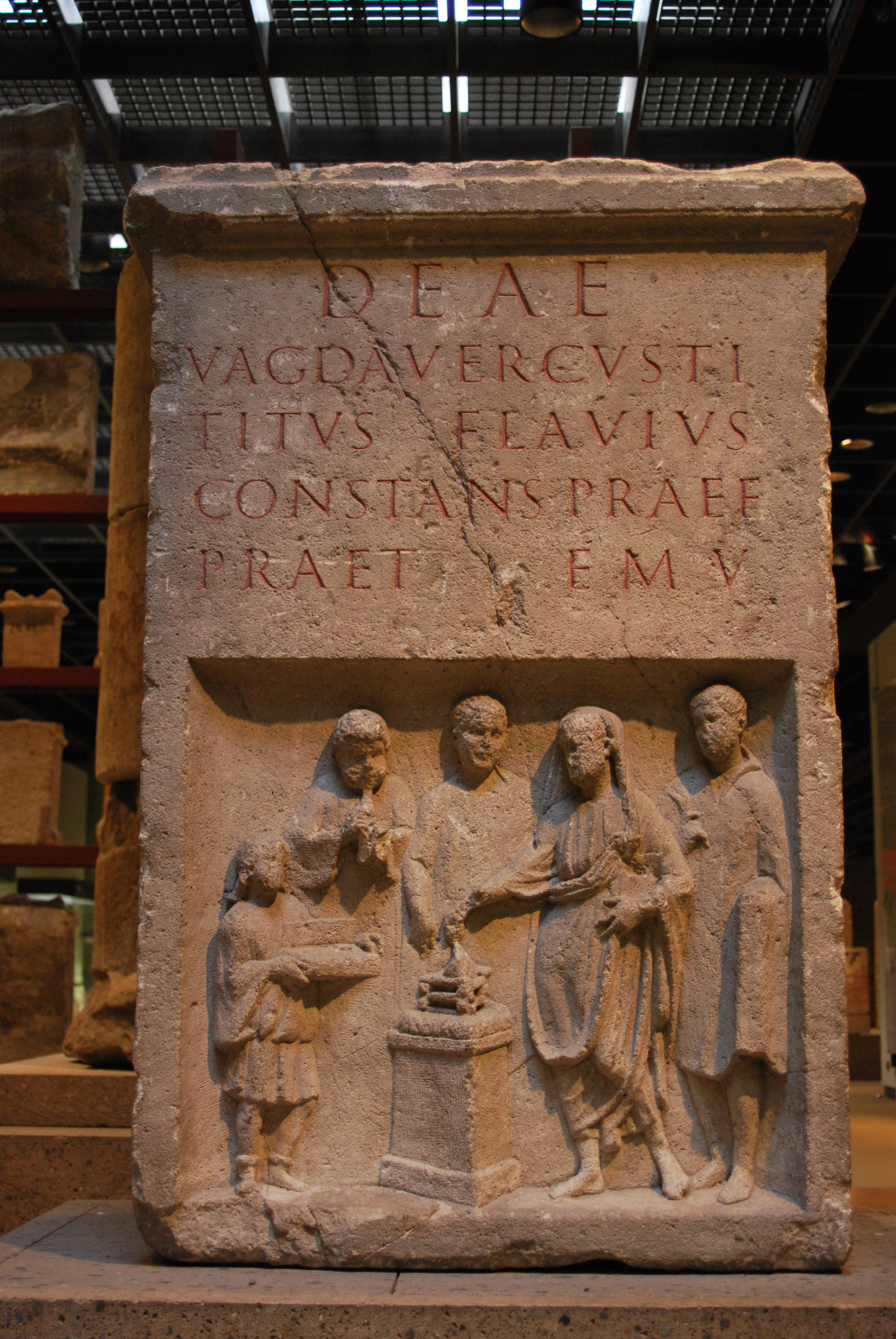
Weihaltar mit einer Weihinschrift des T. Flavius Constans. Ausgestellt ist der Altar im Römisch-Germanischen Museum Köln. Inventar Nr. 670.

Eine Weihinschrift (lateinisch titulus sacer) diente in der Antike der Dokumentation einer Votivgabe an eine Gottheit in Form einer Inschrift. Weihinschriften konnten von Personen des öffentlichen Lebens, Militärs oder von privaten Personen besorgt werden. Sie konnten direkt auf dem geweihten Gegenstand oder auf einer zusätzlichen Tafel (tabula) angebracht sein. Eine besondere Stellung haben Inschriften auf Weihaltären, auf denen auch Opfer dargebracht werden konnten. Weihinschriften haben sich insbesondere auf Stein erhalten. Ursprünglich gab es sie aber auch in großer Zahl auf organischem Material und auf Metall. Die Texte geben Auskunft über Personen, die Verehrung von Gottheiten und viele weitere Details, die in den literarischen Quellen unerwähnt bleiben.

## Aufbau
Weihinschriften erwähnen in aller Regel zu Beginn den Namen der Gottheit, dem derjenige des Dedikanten folgt, bevor der Text üblicherweise mit einer Weiheformel beendet wird. Diese Grundangaben können durch weitere Details zu der dedizierenden Person und Hinweise auf den Anlass der Weihung ergänzt werden. Besonders in der römischen Kultur waren Weihinschriften formalisiert. Häufig genügten Anfangsbuchstaben oder einfache Abkürzungen, um die gewünschte Formel wiederzugeben.
Gängige lateinische Formeln waren beispielsweise:
| D D     |  | d(onum) d(edit)                      | „Hat als Geschenk gegeben“                                            |
| D S I M |  | D(eo) S(oli) I(nvicto) M(ithrae)     | „Dem unbesiegten Sonnengott Mithras“                                  |
| H D D   |  | in h(onorem) d(omus) d(ivinae)       | „Zu Ehren des göttlichen Kaiserhauses“                                |
| I O M   |  | I(ovi) O(ptimo) M(aximo)             | „Dem größten und besten Jupiter“                                      |
| SAC     |  | sac(rum)                             | „Der Gottheit geweiht“                                                |
| S M D   |  | S(acrum) M(atri) D(eum)              | „Geweiht der Göttermutter“                                            |
| V S L M |  | V(otum) S(olvit) L(ibenter) M(erito) | „Das Gelübde gern eingelöst nach Verdienst (der Gottheit/Gottheiten)“ |